# Nationale 1 2021-2022 (hockey su pista)
Il Nationale 1 2021-2022 è la 106ª edizione del torneo di primo livello del campionato francese di hockey su pista. Il torneo è iniziato il 2 ottobre 2021 e si è concluso il 18 giugno 2022.
Il campionato è stato vinto dal SCRA Saint-Omer, giunto al suo decimo titolo.

## Stagione

### Formula
Il Nationale 1 2021-2022 vede ai nastri di partenza dodici club; la manifestazione fu organizzata con un girone all'italiana, con gare di andata e ritorno per un totale di 22 giornate: sono assegnati tre punti per l'incontro vinto, un punto a testa per l'incontro pareggiato e zero la sconfitta. Al termine del campionato la squadra prima classificata verrà proclamata campione di Francia. Le squadre classificate all'undicesimo e al dodicesimo posto retrocederanno direttamente in Nationale 2, il secondo livello del campionato.

## Classifica finale
|                    | Pos. | Squadra         | Pt | G  | V  | N | P  | GF  | GS  | DR  |
| ------------------ | ---- | --------------- | -- | -- | -- | - | -- | --- | --- | --- |
| Francia (bandiera) | 1.   | SCRA Saint-Omer | 55 | 20 | 18 | 1 | 1  | 102 | 42  | +60 |
|                    | 2.   | Quévert         | 43 | 20 | 13 | 4 | 3  | 93  | 55  | +38 |
|                    | 3.   | La Vendéenne    | 37 | 20 | 11 | 4 | 5  | 95  | 59  | +36 |
|                    | 4.   | Coutras         | 36 | 20 | 11 | 3 | 6  | 86  | 63  | +23 |
|                    | 5.   | Noisy-le-Grand  | 36 | 20 | 11 | 3 | 6  | 93  | 80  | +13 |
|                    | 6.   | Ploufragan      | 34 | 20 | 10 | 4 | 6  | 90  | 81  | +9  |
|                    | 7.   | Poiré Roller    | 23 | 20 | 7  | 2 | 11 | 72  | 101 | -29 |
|                    | 8.   | Mérignac        | 19 | 19 | 6  | 1 | 12 | 54  | 83  | -29 |
| [ 1 ]              | 9.   | Lione           | 15 | 20 | 4  | 3 | 13 | 70  | 89  | -19 |
|                    | 10.  | Nantes          | 9  | 19 | 2  | 3 | 14 | 69  | 111 | -42 |
|                    | 11.  | Ergué-Gabéric   | 5  | 20 | 1  | 2 | 17 | 59  | 119 | -60 |
| [ 2 ]              | ---  | Saint-Brieuc    | 0  | 0  | 0  | 0 | 0  | 0   | 0   | 0   |

Legenda:
  Vincitore della Coppa di Francia 2021-2022.
      Campione di Francia e ammessa alla WSE Champions League 2022-2023.
      Ammesse alla WSE Champions League 2022-2023.
      Ammesse alla Coppa WSE 2022-2023.
      Retrocesse in Nationale 2 2022-2023.
Note:
Tre punti a vittoria, uno a pareggio, zero a sconfitta.